# Lista silników ECMAScriptu
Lista silników ECMAScriptu:
- ActionScript
- DMDScript
- DMonkey – Delphi
- ECMAScript Shells
- Epimetheus – C++ – ECMAScript Edition 4
- InScript
- ixlib – C++
- JANET – Java
- JavaScriptCore – C++ – używany w przeglądarce Safari, oparty na KJS
- KJS – C++ – używany w KDE/Konqueror
- NJS – C
- Rhino – Java
- Scriptonite – Java
- SpiderMonkey
- V8
- xwt – Java